# Paso Real, Omealca
Paso Real är en ort i Mexiko.   Den ligger i kommunen Omealca och delstaten Veracruz, i den sydöstra delen av landet, 260 km öster om huvudstaden Mexico City. Paso Real ligger 358 meter över havet och antalet invånare är 438.
Terrängen runt Paso Real är platt åt nordost, men åt sydväst är den kuperad. Terrängen runt Paso Real sluttar österut. Runt Paso Real är det ganska tätbefolkat, med 100 invånare per kvadratkilometer. Närmaste större samhälle är Cuitláhuac, 8,7 km norr om Paso Real. Trakten runt Paso Real består till största delen av jordbruksmark.